# Johanne Stockmarr

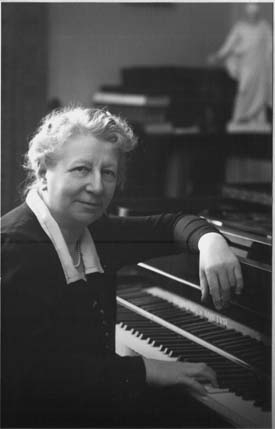
Johanne Stockmarr

Johanne Amalie Stockmarr (21. April 1869 in Kopenhagen – 2. Februar 1944 ebenda) war eine dänische Pianistin, die zu den führenden Pianisten ihrer Zeit gehörte und die für ihre Virtuosität in Skandinavien, Großbritannien und Deutschland anerkannt wurde. Eines ihrer bemerkenswertesten Konzerte war 1906 in London, als sie Griegs Klavierkonzert unter der Leitung des Komponisten spielte.

## Herkunft
Johanne Stockmarr stammte aus einer bekannten Kopenhagener Musikerfamilie, die bis auf den Kontrabassisten Gottlob Stockmarr zurückgeht, der im 18. Jahrhundert aus Sachsen nach Dänemark eingewandert war. Ihre Eltern waren der Violinist Ferdinand Tycho Nicolai Stockmarr (1835–1884) und seine Frau Ane Emilie Stockmarr, geborene Raun (1842–1911). Ihr Bruder war der Lehrer Albert Stockmarr. Sowohl ihr Vater als auch ihr Onkel waren Mitglieder der Königlichen Kapelle Kopenhagen. Ihre Cousine Anna Stockmarr war Pianistin, ihr Cousin Sophus Stockmarr Geiger.

## Leben

### Ausbildung
Sie wurde zu Beginn Schülerin ihrer Mutter Anna Stockmarr und ihres Onkels und Cousin. Sie ging später von 1885 bis 1888 an das Det Kongelige Danske Musikkonservatorium (deutsch Königlich Dänische Musikakademie) und nahm Klavierunterricht bei Edvard Helsted. Sie trat 1889 mit großem Erfolg im Casino Theatre in Kopenhagen bei einer Kapellen-Soiree auf und erhielt daraufhin Stipendien, um ein Jahr in Paris (1890–1891) bei dem Pianisten Alexis-Henri Fissot zu studieren. Nach ihrer Rückkehr beendete sie ihre Ausbildung bei Professor Franz Xaver Neruda, der u. a. den Kopenhagener Kammermusikverein gegründet hatte. Er war ein gefragter Klavierlehrer, vor allem aber Cellist, Dirigent und Komponist.

### Karriere als Pianistin
Bei einem philharmonischen Konzert unter der Leitung von Franz Neruda spielte Johanne Stockmarr 1892 das 2. Klavierkonzert von Camille Saint-Saëns und bei zwei Konzerten im Musikverein im Jahr 1898 zeichnete sie sich dadurch aus, dass sie als Erste das 2. Klavierkonzert von Peter Tschaikowsky in G-Dur in Kopenhagen aufführte. In den 1890er Jahren unternahm sie auch mehrere Konzertreisen mit ihrer Jugendfreundin, der Geigerin Frida Schytte, die unter dem Namen Frida Scotta bekannt wurde.
Johanne Stockmarr pflegte eine gute Bekanntschaft mit den vier Schwestern von Franz Neruda, die alle Musikerinnen waren. Ab etwa 1900 trat sie in Skandinavien, England und Deutschland mit einer von ihnen, der international bekannten Geigerin Wilhelmine Neruda, bekannt als Lady Hallé, auf. Lady Hallé lebte in London und kannte die englische Königin Alexandra, die Tochter von König Christian IX. von Dänemark. Hallé stellte Johanne Stockmarr der Königin Alexandra vor, für die sie spielte, als sie Dänemark besuchte. Königin Alexandra besuchte ihr erstes öffentliches Konzert in London und trug so dazu bei, sich beim britischen Publikum sofort einen Namen zu machen. Die englische Königin war selbst eine erfahrene Pianistin, und Johanne Stockmarr spielte jedes Mal, wenn sie in London war, vierhändig mit ihr. Johanne Stockmarr baute auch ihre Verbindung zum dänischen Hof aus und wurde Klavierlehrerin von Königin Alexandrine und Prinzessin Dagmar und gab Konzerte am Hof. Später war sie oft Solistin, wenn Kronprinz Frederik, der spätere König Frederik IX., das Radio Symphonie Orchester oder die Königliche Kapelle Kopenhagen dirigierte.
Als Johanne Stockmarr 1906 zum ersten Mal mit Orchester in der Queen’s Hall in London auftrat, spielte sie Edvard Griegs Klavierkonzert unter der Leitung des Komponisten, und er erwähnte sie später mit großem Respekt in seinen Tagebüchern. Johanne Stockmarr spielte oft seine Musik, so präsentierte sie 1928 eine Woche lang jeden Abend Grieg-Kompositionen im englischen Radio und im Jahr 1943, zum 100. Geburtstag von Grieg, spielte sie sein Klavierkonzert in der Tivoli Concert Hall. Im Gegensatz zu der zeitgenössischen dänischen Pianistin Agnes Adler, die sich die meiste Zeit ihrer Karriere auf Kammermusik konzentrierte, war Johanne Stockmarr meist die Solistin, die eigene Konzerte gab oder mit einem Orchester spielte. Sie ist aber unter anderem auch für ihr exzellentes Kammermusikspiel bekannt zusammen mit der Sängerin Ellen Beck und den Geigern Anton Svendsen und Gunna Breuning-Storm. In London spielte sie mehrmals unter der Leitung von Henry Wood und half den Besuch des berühmten Dirigenten in Kopenhagen zu vermitteln. Im Jahr 1933 dirigierte er die Königliche Kapelle Kopenhagen mit Johanne Stockmarr als Solistin in Robert Schumanns Klavierkonzert. Das Konzert wurde im Radio übertragen, und damit errang sie heimlich einen kleinen Sieg über den Radiomanager, den Kammersänger Emil Holm. Normalerweise ließ er den Einsatz von Hornung & Møller Flügeln im Radio nicht zu, während Johanne Stockmarr aus prinzipiellen Gründen darauf bestand, auf der in Dänemark produzierten Flügelmarke zu spielen und dies auch bei dieser Gelegenheit tat.
Charakteristisch für ihr eigenes Spiel war seine klangliche Schönheit, und sie war berühmt für ihre Phrasierung langsamer Sätze. Ihre Stärke war die romantische Musik, obwohl ihr Rubato-Spiel manchmal übertrieben wirken konnte. Ihr Repertoire an klassischer und romantischer Wiener Musik war enorm, und sie hatte alle großen Klavierkonzerte in den Fingern. Das Alter schwächte ihre Konzerttätigkeit nicht. Im Jahr 1944 spielte sie in Verbindung mit einem Vortrag des dänischen Musikhistorikers Erik Abrahamsen (1893–1949) Beethoven-Sonaten für ein ausverkauftes Haus im Odd-Fellow-Palais in Kopenhagen.

### Karriere als Klavierlehrerin
Johanne Stockmarr hatte auch eine lange Karriere als Lehrerin. Bereits 1899 wurde ihr die Stelle einer Klavierlehrerin am Det Kongelige Danske Musikkonservatorium nach Professor August Winding (1835–1899) angeboten, doch schon nach kurzer Zeit merkte sie, dass dies damals nicht mit ihren vielen Konzertreisen vereinbar war, und Agnes Adler übernahm stattdessen diese Position. Doch von 1914 bis zu ihrem Tod lehrte Johanne Stockmarr am Det Kongelige Danske Musikkonservatorium und bildete hier sowie privat eine Vielzahl von Pianisten aus, darunter Marie Haller Larsen, Gerda Harbom, Bodil Gjødwad und Arne Skjold Rasmussen.
Johanne Stockmarr wurde auf dem Assistenzfriedhof (dänisch Assistens Kirkegård) in Kopenhagen begraben.

## Auszeichnungen
- 1909: königliche Hofpianistin
- 1918: (14. Januar) von König Christian X. von Dänemark mit der dänischen Verdienstmedaille Ingenio et arti ausgezeichnet[6]
- 1929: Tagea Brandts Rejselegat (deutsch Tagea Brandts Reisestipendium)
- 1939: Den Kongelige Belønningsmedaille in Gold
- 1939: Mecklenburgische Verdienstmedaille in Gold
- 1943: der dritte Träger des Ehrenstipendiums des Den Kulturelle Fonds Hædersstipendium.